# Alexander Schwolow
Alexander Schwolow (Wiesbaden, 2 de junio de 1992) es un futbolista alemán que juega de portero.

## Trayectoria
Formado en la cantera del S. C. Friburgo, en 2013 se hizo un hueco en el primer equipo. A partir de la temporada 2015-16, donde se hizo con la titularidad, ha sido clave en el conjunto alemán, con el que logró el ascenso en ese mismo año a la Bundesliga.
En agosto de 2020 se hizo oficial su salida del Friburgo para firmar con el Hertha de Berlín. Después de dos años en la capital, el 15 de junio se confirmó su cesión al F. C. Schalke 04 por una temporada con opción de adquirirlo en propiedad. Esta opción no se hizo efectiva y en julio de 2023 se fue al F. C. Union Berlin, con el que disputó seis partidos en dos campañas.

## Selección nacional
Fue internacional sub-18, sub-19 y sub-20 con la selección de fútbol de Alemania.

## Clubes
| Club                       | País     | Año       |
| -------------------------- | -------- | --------- |
| S. C. Friburgo II          | Alemania | 2010-2012 |
| S. C. Friburgo             | Alemania | 2012-2020 |
| Arminia Bielefeld (cedido) | Alemania | 2014-2015 |
| Hertha de Berlín           | Alemania | 2020-2023 |
| F. C. Schalke 04 (cedido)  | Alemania | 2022-2023 |
| F. C. Union Berlin         | Alemania | 2023-2025 |